# Gorsko Kalugherovo, Veliko Tărnovo
Gorsko Kalugherovo (în bulgară Горско Калугерово) este un sat în comuna Suhindol, regiunea Veliko Tărnovo,  Bulgaria. 

## Demografie
Componența etnică a satului Gorsko Kalugherovo
     Bulgari (98,23%)
     Nicio identificare (1,76%)
     Altele (0%)
La recensământul din 2011, populația satului Gorsko Kalugherovo era de 113 locuitori. Din punct de vedere etnic, majoritatea locuitorilor (98,23%) erau bulgari. Pentru 1,76% din locuitori nu este cunoscută apartenența etnică.